# Saison 2018 de l'ATP
Cet article traite de la saison 2018 de tennis masculin. Pour la saison féminine, voir Saison 2018 de la WTA.
Pour des articles plus généraux, voir 2018 en tennis et ATP World Tour.
Vainqueurs des tournois majeurs
Cet article rassemble les résultats des tournois de tennis masculin de la saison 2018. Celle-ci est constituée de 67 tournois individuels et 1 compétition par équipes répartis en plusieurs catégories :
- 63 organisés par l'ATP : 
  - les Masters 1000, au nombre de 9 ;
  - les ATP 500, au nombre de 13 :
  - les ATP 250, au nombre de 40 ;
  - les ATP Finals qui réunissent les huit meilleurs joueurs et paires au classement ATP Race en fin de saison ;
  - les Next Generation ATP Finals qui réunissent les huit meilleurs joueurs de moins de 21 ans au classement ATP Race en fin de saison ;
- 5 organisés par l'ITF :
  - les 4 tournois du Grand Chelem ;
  - la Coupe Davis (compétition par équipes).

La Hopman Cup est une compétition mixte (par équipes), elle est organisée par l'ITF.
Marin Čilić, Juan Martín del Potro, Novak Djokovic, Roger Federer, Andy Murray, Rafael Nadal et Stanislas Wawrinka sont les sept joueurs en activité qui ont remporté au moins un tournoi du Grand Chelem en simple.

## Nouveautés 2018
- Le tournoi de Chennai déménage à Pune, qui est promu de la catégorie Challenger à la catégorie ATP 250[1].
- Le tournoi de Memphis est déplacé à Long Island, qui a accueilli un tournoi de catégorie International jusqu'en 2004[2].

## Classements

### Évolution du top 10
| Rang | Évolution           | Nom    | Points |
| ---- | ------------------- | ------ | ------ |
| 1    | Rafael Nadal        | 10 645 |        |
| 2    | Roger Federer       | 9 605  |        |
| 3    | Grigor Dimitrov     | 5 150  |        |
| 4    | Alexander Zverev    | 4 610  |        |
| 5    | Dominic Thiem       | 4 015  |        |
| 6    | Marin Čilić         | 3 805  |        |
| 7    | David Goffin        | 3 775  |        |
| 8    | Jack Sock           | 3 165  |        |
| 9    | Stanislas Wawrinka  | 3 150  |        |
| 10   | Pablo Carreño Busta | 2 615  |        |

| Rang | Évolution         | Nom   | Points |
| ---- | ----------------- | ----- | ------ |
| 1    | Marcelo Melo      | 9 220 |        |
| 2    | Łukasz Kubot      | 9 220 |        |
| 3    | Henri Kontinen    | 8 540 |        |
| 4    | John Peers        | 8 540 |        |
| 5    | Ivan Dodig        | 5 550 |        |
| 6    | Nicolas Mahut     | 5 535 |        |
| 7    | Jean-Julien Rojer | 5 130 |        |
| 8    | Horia Tecău       | 5 070 |        |
| 9    | Jamie Murray      | 4 980 |        |
| 10   | Bruno Soares      | 4 980 |        |

| Rang | Évolution             | Nom   | Points |
| ---- | --------------------- | ----- | ------ |
| 1    | Novak Djokovic        | 9 045 |        |
| 2    | Rafael Nadal          | 7 480 |        |
| 3    | Roger Federer         | 6 420 |        |
| 4    | Alexander Zverev      | 6 385 |        |
| 5    | Juan Martín del Potro | 5 300 |        |
| 6    | Kevin Anderson        | 4 710 |        |
| 7    | Marin Čilić           | 4 250 |        |
| 8    | Dominic Thiem         | 4 095 |        |
| 9    | Kei Nishikori         | 3 590 |        |
| 10   | John Isner            | 3 155 |        |

| Rang | Nom                  | Points |
| ---- | -------------------- | ------ |
| 1    | Mike Bryan           | 10 840 |
| 2    | Jack Sock            | 7 925  |
| 3    | Oliver Marach        | 7 250  |
| 4    | Mate Pavić           | 7 250  |
| 5    | Juan Sebastián Cabal | 6 140  |
| 5    | Robert Farah         | 6 140  |
| 7    | Bruno Soares         | 5 450  |
| 7    | Jamie Murray         | 5 450  |
| 9    | Łukasz Kubot         | 5 270  |
| 9    | Marcelo Melo         | 5 270  |

### Statistiques du top 20
| Classement fin 2018 | Joueur                | Pays           | Points | Tournois joués | Classement fin 2017 | + élevé en 2018 | - élevé en 2018 | Évolution 2017-2018 |
| ------------------- | --------------------- | -------------- | ------ | -------------- | ------------------- | --------------- | --------------- | ------------------- |
| 1                   | Novak Djokovic        | Serbie         | 9 045  | 16             | 12                  | 1               | 22              | 11                  |
| 2                   | Rafael Nadal          | Espagne        | 7 480  | 9              | 1                   | 1               | 2               | 1                   |
| 3                   | Roger Federer         | Suisse         | 6 420  | 13             | 2                   | 1               | 3               | 1                   |
| 4                   | Alexander Zverev      | Allemagne      | 6 385  | 21             | 4                   | 3               | 5               | =                   |
| 5                   | Juan Martín del Potro | Argentine      | 5 300  | 15             | 11                  | 3               | 12              | 6                   |
| 6                   | Kevin Anderson        | Afrique du Sud | 4 710  | 20             | 14                  | 5               | 14              | 8                   |
| 7                   | Marin Čilić           | Croatie        | 4 250  | 19             | 6                   | 4               | 7               | 1                   |
| 8                   | Dominic Thiem         | Autriche       | 4 095  | 25             | 5                   | 5               | 9               | 3                   |
| 9                   | Kei Nishikori         | Japon          | 3 590  | 24             | 22                  | 9               | 39              | 13                  |
| 10                  | John Isner            | États-Unis     | 3 155  | 23             | 17                  | 8               | 19              | 7                   |
| 11                  | Karen Khachanov       | Russie         | 2 835  | 25             | 45                  | 11              | 49              | 34                  |
| 12                  | Borna Ćorić           | Croatie        | 2 480  | 20             | 48                  | 12              | 50              | 36                  |
| 13                  | Fabio Fognini         | Italie         | 2 315  | 25             | 27                  | 13              | 27              | 14                  |
| 14                  | Kyle Edmund           | Royaume-Uni    | 2 150  | 23             | 50                  | 14              | 50              | 36                  |
| 15                  | Stéfanos Tsitsipás    | Grèce          | 2 095  | 30             | 91                  | 15              | 91              | 76                  |
| 16                  | Daniil Medvedev       | Russie         | 1 977  | 27             | 65                  | 16              | 84              | 49                  |
| 17                  | Diego Schwartzman     | Argentine      | 1 880  | 26             | 26                  | 11              | 26              | 9                   |
| 18                  | Milos Raonic          | Canada         | 1 855  | 20             | 24                  | 18              | 40              | 6                   |
| 19                  | Grigor Dimitrov       | Bulgarie       | 1 835  | 20             | 3                   | 3               | 19              | 16                  |
| 20                  | Marco Cecchinato      | Italie         | 1 819  | 26             | 110                 | 19              | 109             | 90                  |

### Gains en tournois
| #  | Joueur                | Simple       | Double    | Total        |
| -- | --------------------- | ------------ | --------- | ------------ |
| 1  | Novak Djokovic        | 15 934 672 $ | 32 512 $  | 15 967 184 $ |
| 2  | Alexander Zverev      | 8 566 914 $  | 139 384 $ | 8 706 298 $  |
| 3  | Rafael Nadal          | 8 663 347 $  | 0 $       | 8 663 347 $  |
| 4  | Roger Federer         | 8 629 233 $  | 102 685 $ | 8 629 233 $  |
| 5  | Juan Martín del Potro | 6 445 766 $  | 40 485 $  | 6 486 251 $  |
| 6  | Kevin Anderson        | 5 457 699 $  | 33 653 $  | 5 491 352 $  |
| 7  | Marin Čilić           | 5 187 148 $  | 0 $       | 5 187 148 $  |
| 8  | Dominic Thiem         | 4 556 745 $  | 67 901 $  | 4 624 646 $  |
| 9  | John Isner            | 4 046 875 $  | 273 766 $ | 4 320 641 $  |
| 10 | Kei Nishikori         | 4 044 388 $  | 4 867 $   | 4 049 255 $  |

## Palmarès
| Grand Chelem                |
| ATP Finals                  |
| ATP World Tour Masters 1000 |
| ATP World Tour 500          |
| ATP World Tour 250          |

### Simple
| No | Date       | Nom et lieu du tournoi                                                 | Catégorie       | Dotation       | Surface      | Vainqueur               | Finaliste             | Score                    | [ 6 ]   |
| -- | ---------- | ---------------------------------------------------------------------- | --------------- | -------------- | ------------ | ----------------------- | --------------------- | ------------------------ | ------- |
| 1  | 31/12/2017 | Brisbane International presented by Suncorp, Brisbane                  | ATP 250         | 468 910 $      | Dur (ext.)   | Nick Kyrgios            | Ryan Harrison         | 6-4, 6-2                 | Tableau |
| 2  | 01/01/2018 | Qatar ExxonMobil Open, Doha                                            | ATP 250         | 1 286 675 $    | Dur (ext.)   | Gaël Monfils            | Andrey Rublev         | 6-2, 6-3                 | Tableau |
| 3  | 01/01/2018 | Tata Open Maharashtra, Pune                                            | ATP 250         | 501 345 $      | Dur (ext.)   | Gilles Simon            | Kevin Anderson        | 7-64, 6-2                | Tableau |
| 4  | 07/01/2018 | Sydney International, Sydney                                           | ATP 250         | 468 910 $      | Dur (ext.)   | Daniil Medvedev         | Alex De Minaur        | 1-6, 6-4, 7-5            | Tableau |
| 5  | 08/01/2018 | ASB Classic, Auckland                                                  | ATP 250         | 501 345 $      | Dur (ext.)   | Roberto Bautista-Agut   | Juan Martín del Potro | 6-1, 4-6, 7-5            | Tableau |
| 6  | 15/01/2018 | Australian Open, Melbourne                                             | G. Chelem       | 25 096 000 AU$ | Dur (ext.)   | Roger Federer           | Marin Čilić           | 6-2, 65-7, 6-3, 3-6, 6-1 | Tableau |
| 7  | 05/02/2018 | Open Sud de France, Montpellier                                        | ATP 250         | 501 345 €      | Dur (int.)   | Lucas Pouille           | Richard Gasquet       | 7-62, 6-4                | Tableau |
| 8  | 05/02/2018 | Ecuador Open, Quito                                                    | ATP 250         | 501 345 $      | Terre (ext.) | Roberto Carballés Baena | Albert Ramos-Viñolas  | 6-3, 4-6, 6-4            | Tableau |
| 9  | 05/02/2018 | Diema Xtra Sofia Open, Sofia                                           | ATP 250         | 501 345 €      | Dur (int.)   | Mirza Bašić             | Marius Copil          | 7-66, 64-7, 6-4          | Tableau |
| 10 | 12/02/2018 | ABN AMRO World Tennis Tournament, Rotterdam                            | ATP 500         | 1 862 925 €    | Dur (int.)   | Roger Federer           | Grigor Dimitrov       | 6-2, 6-2                 | Tableau |
| 11 | 12/02/2018 | Argentina Open, Buenos Aires                                           | ATP 250         | 568 190 $      | Terre (ext.) | Dominic Thiem           | Aljaž Bedene          | 6-2, 6-4                 | Tableau |
| 12 | 12/02/2018 | New York Open, Long Island                                             | ATP 250         | 668 460 $      | Dur (int.)   | Kevin Anderson          | Sam Querrey           | 4-6, 6-3, 7-61           | Tableau |
| 13 | 19/02/2018 | Rio Open presented by Claro, Rio de Janeiro                            | ATP 500         | 1 695 825 $    | Terre (ext.) | Diego Schwartzman       | Fernando Verdasco     | 6-2, 6-3                 | Tableau |
| 14 | 19/02/2018 | Delray Beach Open, Delray Beach                                        | ATP 250         | 556 010 $      | Dur (ext.)   | Frances Tiafoe          | Peter Gojowczyk       | 6-1, 6-4                 | Tableau |
| 15 | 19/02/2018 | Open 13 Provence, Marseille                                            | ATP 250         | 645 485 €      | Dur (int.)   | Karen Khachanov         | Lucas Pouille         | 7-5, 3-6, 7-5            | Tableau |
| 16 | 26/02/2018 | Abierto Mexicano Telcel por HSBC, Acapulco                             | ATP 500         | 1 642 795 $    | Dur (ext.)   | Juan Martín del Potro   | Kevin Anderson        | 6-4, 6-4                 | Tableau |
| 17 | 26/02/2018 | Dubai Duty Free Tennis Championships, Dubaï                            | ATP 500         | 2 623 485 $    | Dur (ext.)   | Roberto Bautista-Agut   | Lucas Pouille         | 6-3, 6-4                 | Tableau |
| 18 | 26/02/2018 | Brasil Open, São Paulo                                                 | ATP 250         | 516 205 $      | Terre (int.) | Fabio Fognini           | Nicolás Jarry         | 1-6, 6-1, 6-4            | Tableau |
| 19 | 08/03/2018 | BNP Paribas Open, Indian Wells                                         | Masters 1000    | 7 972 535 $    | Dur (ext.)   | Juan Martín del Potro   | Roger Federer         | 6-4, 68-7, 7-62          | Tableau |
| 20 | 21/03/2018 | Miami Open presented by Itaú, Miami                                    | Masters 1000    | 7 972 535 $    | Dur (ext.)   | John Isner              | Alexander Zverev      | 64-7, 6-4, 6-4           | Tableau |
| 21 | 09/04/2018 | Fayez Sarofim & Co. US Men’s Clay Court Championship, Houston          | ATP 250         | 557 050 $      | Terre (ext.) | Steve Johnson           | Tennys Sandgren       | 7-62, 2-6, 6-4           | Tableau |
| 22 | 09/04/2018 | Grand Prix Hassan II, Marrakech                                        | ATP 250         | 501 345 €      | Terre (ext.) | Pablo Andújar           | Kyle Edmund           | 6-2, 6-2                 | Tableau |
| 23 | 15/04/2018 | Rolex Monte-Carlo Masters, Monte-Carlo                                 | Masters 1000    | 4 872 105 €    | Terre (ext.) | Rafael Nadal            | Kei Nishikori         | 6-3, 6-2                 | Tableau |
| 24 | 23/04/2018 | Barcelona Open Banc Sabadell, Barcelone                                | ATP 500         | 2 510 900 €    | Terre (ext.) | Rafael Nadal            | Stéfanos Tsitsipás    | 6-2, 6-1                 | Tableau |
| 25 | 23/04/2018 | Gazprom Hungarian Open, Budapest                                       | ATP 250         | 501 345 €      | Terre (ext.) | Marco Cecchinato        | John Millman          | 7-5, 6-4                 | Tableau |
| 26 | 30/04/2018 | Millennium Estoril Open, Estoril                                       | ATP 250         | 501 345 €      | Terre (ext.) | João Sousa              | Frances Tiafoe        | 6-4, 6-4                 | Tableau |
| 27 | 30/04/2018 | TEB BNP Paribas Istanbul Open, Istanbul                                | ATP 250         | 426 145 €      | Terre (ext.) | Taro Daniel             | Malek Jaziri          | 7-64, 6-4                | Tableau |
| 28 | 30/04/2018 | BMW Open by FWU, Munich                                                | ATP 250         | 501 345 €      | Terre (ext.) | Alexander Zverev        | Philipp Kohlschreiber | 6-3, 6-3                 | Tableau |
| 29 | 06/05/2018 | Mutua Madrid Open, Madrid                                              | Masters 1000    | 6 200 860 €    | Terre (ext.) | Alexander Zverev        | Dominic Thiem         | 6-4, 6-4                 | Tableau |
| 30 | 13/05/2018 | Internazionali BNL d'Italia, Rome                                      | Masters 1000    | 4 872 105 €    | Terre (ext.) | Rafael Nadal            | Alexander Zverev      | 6-1, 1-6 , 6-3           | Tableau |
| 31 | 20/05/2018 | Banque Eric Sturdza Geneva Open, Genève                                | ATP 250         | 501 345 €      | Terre (ext.) | Márton Fucsovics        | Peter Gojowczyk       | 6-2, 6-2                 | Tableau |
| 32 | 20/05/2018 | Open Parc Auvergne-Rhône-Alpes, Lyon                                   | ATP 250         | 501 345 €      | Terre (ext.) | Dominic Thiem           | Gilles Simon          | 3-6, 7-61, 6-1           | Tableau |
| 33 | 27/05/2018 | Roland-Garros, Paris                                                   | G. Chelem       | 18 232 000 €   | Terre (ext.) | Rafael Nadal            | Dominic Thiem         | 6-4, 6-3, 6-2            | Tableau |
| 34 | 11/06/2018 | Libéma Open, Bois-le-Duc                                               | ATP 250         | 612 755 €      | Gazon (ext.) | Richard Gasquet         | Jérémy Chardy         | 6-3, 7-65                | Tableau |
| 35 | 11/06/2018 | MercedesCup, Stuttgart                                                 | ATP 250         | 656 015 €      | Gazon (ext.) | Roger Federer           | Milos Raonic          | 6-4, 7-63                | Tableau |
| 36 | 18/06/2018 | Gerry Weber Open, Halle                                                | ATP 500         | 1 983 595 €    | Gazon (ext.) | Borna Ćorić             | Roger Federer         | 7-66, 3-6, 6-2           | Tableau |
| 37 | 18/06/2018 | Fever-Tree Championships, Londres                                      | ATP 500         | 1 983 595 €    | Gazon (ext.) | Marin Čilić             | Novak Djokovic        | 5-7, 7-64, 6-3           | Tableau |
| 38 | 24/06/2018 | Turkish Airlines Open, Antalya                                         | ATP 250         | 426 145 €      | Gazon (ext.) | Damir Džumhur           | Adrian Mannarino      | 6-1, 1-6, 6-1            | Tableau |
| 39 | 25/06/2018 | Nature Valley International, Eastbourne                                | ATP 250         | 661 085 €      | Gazon (ext.) | Mischa Zverev           | Lukáš Lacko           | 6-4, 6-4                 | Tableau |
| 40 | 02/07/2018 | The Championships, Wimbledon                                           | G. Chelem       | 15 982 000 £   | Gazon (ext.) | Novak Djokovic          | Kevin Anderson        | 6-2, 6-2, 7-63           | Tableau |
| 41 | 16/07/2018 | SkiStar Swedish Open, Båstad                                           | ATP 250         | 501 345 €      | Terre (ext.) | Fabio Fognini           | Richard Gasquet       | 6-3, 3-6, 6-1            | Tableau |
| 42 | 16/07/2018 | Dell Technologies Hall of Fame Open, Newport                           | ATP 250         | 557 050 $      | Gazon (ext.) | Steve Johnson           | Ramkumar Ramanathan   | 7-5, 3-6, 6-2            | Tableau |
| 43 | 16/07/2018 | Plava Laguna Croatia Open, Umag                                        | ATP 250         | 501 345 €      | Terre (ext.) | Marco Cecchinato        | Guido Pella           | 6-2, 7-64                | Tableau |
| 44 | 23/07/2018 | German Tennis Championships, Hambourg                                  | ATP 500         | 1 619 935 €    | Terre (ext.) | Nikoloz Basilashvili    | Leonardo Mayer        | 6-4, 0-6, 7-5            | Tableau |
| 45 | 23/07/2018 | BB&T Atlanta Open, Atlanta                                             | ATP 250         | 668 460 $      | Dur (ext.)   | John Isner              | Ryan Harrison         | 5-7, 6-3, 6-4            | Tableau |
| 46 | 23/07/2018 | J. Safra Sarasin Swiss Open, Gstaad                                    | ATP 250         | 501 345 €      | Terre (ext.) | Matteo Berrettini       | Roberto Bautista-Agut | 7-69, 6-4                | Tableau |
| 47 | 30/07/2018 | Citi Open, Washington D.C.                                             | ATP 500         | 1 890 165 $    | Dur (ext.)   | Alexander Zverev        | Alex De Minaur        | 6-2, 6-4                 | Tableau |
| 48 | 30/07/2018 | Generali Open, Kitzbühel                                               | ATP 250         | 501 345 €      | Terre (ext.) | Martin Kližan           | Denis Istomin         | 6-2, 6-2                 | Tableau |
| 49 | 30/07/2018 | Abierto Mexicano de Tenis Mifel presentado por Cinemex, Cabo San Lucas | ATP 250         | 715 455 $      | Dur (ext.)   | Fabio Fognini           | Juan Martín del Potro | 6-4, 6-2                 | Tableau |
| 50 | 06/08/2018 | Rogers Cup presented by National Bank, Toronto                         | Masters 1000    | 5 315 025 $    | Dur (ext.)   | Rafael Nadal            | Stéfanos Tsitsipás    | 6-2, 7-64                | Tableau |
| 51 | 12/08/2018 | Western & Southern Open, Cincinnati                                    | Masters 1000    | 5 669 360 $    | Dur (ext.)   | Novak Djokovic          | Roger Federer         | 6-4, 6-4                 | Tableau |
| 52 | 19/08/2018 | Winston-Salem Open, Winston-Salem                                      | ATP 250         | 691 415 $      | Dur (ext.)   | Daniil Medvedev         | Steve Johnson         | 6-4, 6-4                 | Tableau |
| 53 | 27/08/2018 | US Open, Flushing Meadows                                              | G. Chelem       | 25 282 400 $   | Dur (ext.)   | Novak Djokovic          | Juan Martín del Potro | 6-3, 7-64, 6-3           | Tableau |
| 54 | 17/09/2018 | Moselle Open, Metz                                                     | ATP 250         | 501 345 €      | Dur (int.)   | Gilles Simon            | Matthias Bachinger    | 7-62, 6-1                | Tableau |
| 55 | 17/09/2018 | St. Petersburg Open, Saint-Pétersbourg                                 | ATP 250         | 1 175 190 $    | Dur (int.)   | Dominic Thiem           | Martin Kližan         | 6-3, 6-1                 | Tableau |
| 56 | 24/09/2018 | Chengdu Open, Chengdu                                                  | ATP 250         | 1 070 040 $    | Dur (ext.)   | Bernard Tomic           | Fabio Fognini         | 6-1, 3-6, 7-67           | Tableau |
| 57 | 24/09/2018 | Shenzhen Open, Shenzhen                                                | ATP 250         | 733 655 $      | Dur (ext.)   | Yoshihito Nishioka      | Pierre-Hugues Herbert | 7-5, 2-6, 6-4            | Tableau |
| 58 | 01/10/2018 | China Open, Pékin                                                      | ATP 500         | 3 401 860 $    | Dur (ext.)   | Nikoloz Basilashvili    | Juan Martín del Potro | 6-4, 6-4                 | Tableau |
| 59 | 01/10/2018 | Rakuten Japan Open Tennis Championships, Tokyo                         | ATP 500         | 1 781 930 $    | Dur (int.)   | Daniil Medvedev         | Kei Nishikori         | 6-2, 6-4                 | Tableau |
| 60 | 07/10/2018 | Shanghai Rolex Masters, Shanghai                                       | Masters 1000    | 7 086 700 $    | Dur (ext.)   | Novak Djokovic          | Borna Ćorić           | 6-3, 6-4                 | Tableau |
| 61 | 15/10/2018 | European Open, Anvers                                                  | ATP 250         | 612 755 €      | Dur (int.)   | Kyle Edmund             | Gaël Monfils          | 3-6, 7-62, 7-64          | Tableau |
| 62 | 15/10/2018 | VTB Kremlin Cup, Moscou                                                | ATP 250         | 912 680 $      | Dur (int.)   | Karen Khachanov         | Adrian Mannarino      | 6-2, 6-2                 | Tableau |
| 63 | 15/10/2018 | Intrum Stockholm Open, Stockholm                                       | ATP 250         | 612 755 €      | Dur (int.)   | Stéfanos Tsitsipás      | Ernests Gulbis        | 6-4, 6-4                 | Tableau |
| 64 | 22/10/2018 | Swiss Indoors Basel, Bâle                                              | ATP 500         | 1 984 420 €    | Dur (int.)   | Roger Federer           | Marius Copil          | 7-65, 6-4                | Tableau |
| 65 | 22/10/2018 | Erste Bank Open 500, Vienne                                            | ATP 500         | 2 198 250 €    | Dur (int.)   | Kevin Anderson          | Kei Nishikori         | 6-3, 7-63                | Tableau |
| 66 | 29/10/2018 | Rolex Paris Masters, Paris                                             | Masters 1000    | 4 872 105 €    | Dur (int.)   | Karen Khachanov         | Novak Djokovic        | 7-5, 6-4                 | Tableau |
| 67 | 05/11/2018 | Next Gen ATP Finals, Milan                                             | Next Gen Finals | 1 275 000 $    | Dur (int.)   | Stéfanos Tsitsipás      | Alex De Minaur        | 2-4, 4-1, 4-33, 4-33     | Tableau |
| 68 | 11/11/2018 | Nitto ATP Finals, Londres                                              | Masters         | 8 500 000 $    | Dur (int.)   | Alexander Zverev        | Novak Djokovic        | 6-4, 6-3                 | Tableau |

### Double
| No | Date       | Nom et lieu du tournoi                                                | Catégorie    | Dotation       | Surface      | Vainqueurs                                | Finalistes                                | Score                    | [ 6 ]   |
| -- | ---------- | --------------------------------------------------------------------- | ------------ | -------------- | ------------ | ----------------------------------------- | ----------------------------------------- | ------------------------ | ------- |
| 1  | 31/12/2017 | Brisbane International presented by Suncorp Brisbane                  | ATP 250      | 468 910 $      | Dur (ext.)   | Henri Kontinen John Peers                 | Leonardo Mayer Horacio Zeballos           | 3-6, 6-3, [10-2]         | Tableau |
| 2  | 01/01/2018 | Qatar ExxonMobil Open Doha                                            | ATP 250      | 1 286 675 $    | Dur (ext.)   | Oliver Marach Mate Pavić                  | Jamie Murray Bruno Soares                 | 6-2, 7-66                | Tableau |
| 3  | 01/01/2018 | Tata Open Maharashtra Pune                                            | ATP 250      | 501 345 $      | Dur (ext.)   | Robin Haase Matwé Middelkoop              | Pierre-Hugues Herbert Gilles Simon        | 7-65, 7-65               | Tableau |
| 4  | 07/01/2018 | Sydney International Sydney                                           | ATP 250      | 468 910 $      | Dur (ext.)   | Łukasz Kubot Marcelo Melo                 | Jan-Lennard Struff Viktor Troicki         | 6-3, 6-4                 | Tableau |
| 5  | 08/01/2018 | ASB Classic Auckland                                                  | ATP 250      | 501 345 $      | Dur (ext.)   | Oliver Marach Mate Pavić                  | Max Mirnyi Philipp Oswald                 | 6-4, 5-7, [10-7]         | Tableau |
| 6  | 15/01/2018 | Australian Open Melbourne                                             | G. Chelem    | 25 096 000 AU$ | Dur (ext.)   | Oliver Marach Mate Pavić                  | Juan Sebastián Cabal Robert Farah         | 6-4, 6-4                 | Tableau |
| 7  | 05/02/2018 | Open Sud de France Montpellier                                        | ATP 250      | 501 345 €      | Dur (int.)   | Ken Skupski Neal Skupski                  | Ben McLachlan Hugo Nys                    | 7-62, 6-4                | Tableau |
| 8  | 05/02/2018 | Ecuador Open Quito                                                    | ATP 250      | 501 345 $      | Terre (ext.) | Nicolás Jarry Hans Podlipnik-Castillo     | Austin Krajicek Jackson Withrow           | 7-66, 6-3                | Tableau |
| 9  | 05/02/2018 | Diema Xtra Sofia Open Sofia                                           | ATP 250      | 501 345 €      | Dur (int.)   | Robin Haase Matwé Middelkoop              | Nikola Mektić Alexander Peya              | 5-7, 6-4, [10-4]         | Tableau |
| 10 | 12/02/2018 | ABN AMRO World Tennis Tournament Rotterdam                            | ATP 500      | 1 862 925 €    | Dur (int.)   | Pierre-Hugues Herbert Nicolas Mahut       | Oliver Marach Mate Pavić                  | 2-6, 6-2, [10-7]         | Tableau |
| 11 | 12/02/2018 | Argentina Open Buenos Aires                                           | ATP 250      | 568 190 $      | Terre (ext.) | Andrés Molteni Horacio Zeballos           | Juan Sebastián Cabal Robert Farah         | 6-3, 5-7, [10-3]         | Tableau |
| 12 | 12/02/2018 | New York Open Long Island                                             | ATP 250      | 668 460 $      | Dur (int.)   | Max Mirnyi Philipp Oswald                 | Wesley Koolhof Artem Sitak                | 6-4, 4-6, [10-6]         | Tableau |
| 13 | 19/02/2018 | Rio Open presented by Claro Rio de Janeiro                            | ATP 500      | 1 695 825 $    | Terre (ext.) | David Marrero Fernando Verdasco           | Nikola Mektić Alexander Peya              | 5-7, 7-5, [10-8]         | Tableau |
| 14 | 19/02/2018 | Delray Beach Open Delray Beach                                        | ATP 250      | 556 010 $      | Dur (ext.)   | Jack Sock Jackson Withrow                 | Nicholas Monroe John-Patrick Smith        | 4-6, 6-4, [10-8]         | Tableau |
| 15 | 19/02/2018 | Open 13 Provence Marseille                                            | ATP 250      | 645 485 €      | Dur (int.)   | Raven Klaasen Michael Venus               | Marcus Daniell Dominic Inglot             | 62-7, 6-3, [10-4]        | Tableau |
| 16 | 26/02/2018 | Abierto Mexicano Telcel por HSBC Acapulco                             | ATP 500      | 1 642 795 $    | Dur (ext.)   | Jamie Murray Bruno Soares                 | Bob Bryan Mike Bryan                      | 7-64, 7-5                | Tableau |
| 17 | 26/02/2018 | Dubai Duty Free Tennis Championships Dubaï                            | ATP 500      | 2 623 485 $    | Dur (ext.)   | Jean-Julien Rojer Horia Tecău             | James Cerretani Leander Paes              | 6-2, 7-62                | Tableau |
| 18 | 26/02/2018 | Brasil Open São Paulo                                                 | ATP 250      | 516 205 $      | Terre (int.) | Federico Delbonis Máximo González         | Wesley Koolhof Artem Sitak                | 6-4, 6-2                 | Tableau |
| 19 | 08/03/2018 | BNP Paribas Open Indian Wells                                         | Masters 1000 | 7 972 535 $    | Dur (ext.)   | John Isner Jack Sock                      | Bob Bryan Mike Bryan                      | 7-64, 7-62               | Tableau |
| 20 | 21/03/2018 | Miami Open presented by Itaú Miami                                    | Masters 1000 | 7 972 535 $    | Dur (ext.)   | Bob Bryan Mike Bryan                      | Karen Khachanov Andrey Rublev             | 4-6, 7-65, [10-4]        | Tableau |
| 21 | 09/04/2018 | Fayez Sarofim & Co. US Men’s Clay Court Championship Houston          | ATP 250      | 557 050 $      | Terre (ext.) | Max Mirnyi Philipp Oswald                 | Andre Begemann Antonio Šančić             | 62-7, 6-4, [11-9]        | Tableau |
| 22 | 09/04/2018 | Grand Prix Hassan II Marrakech                                        | ATP 250      | 501 345 €      | Terre (ext.) | Nikola Mektić Alexander Peya              | Benoît Paire Édouard Roger-Vasselin       | 7-5, 3-6, [10-7]         | Tableau |
| 23 | 15/04/2018 | Rolex Monte-Carlo Masters Monte-Carlo                                 | Masters 1000 | 4 872 105 €    | Terre (ext.) | Bob Bryan Mike Bryan                      | Oliver Marach Mate Pavić                  | 7-65, 6-3                | Tableau |
| 24 | 23/04/2018 | Barcelona Open Banc Sabadell Barcelone                                | ATP 500      | 2 510 900 €    | Terre (ext.) | Feliciano López Marc López                | Aisam-Ul-Haq Qureshi Jean-Julien Rojer    | 7-65, 6-4                | Tableau |
| 25 | 23/04/2018 | Gazprom Hungarian Open Budapest                                       | ATP 250      | 501 345 €      | Terre (ext.) | Dominic Inglot Franko Škugor              | Matwé Middelkoop Andrés Molteni           | 68-7, 6-1, [10-8]        | Tableau |
| 26 | 30/04/2018 | Millennium Estoril Open Estoril                                       | ATP 250      | 501 345 €      | Terre (ext.) | Kyle Edmund Cameron Norrie                | Wesley Koolhof Artem Sitak                | 6-4, 6-2                 | Tableau |
| 27 | 30/04/2018 | TEB BNP Paribas Istanbul Open Istanbul                                | ATP 250      | 426 145 €      | Terre (ext.) | Dominic Inglot Robert Lindstedt           | Ben McLachlan Nicholas Monroe             | 3-6, 6-3, [10-8]         | Tableau |
| 28 | 30/04/2018 | BMW Open by FWU Munich                                                | ATP 250      | 501 345 €      | Terre (ext.) | Ivan Dodig Rajeev Ram                     | Nikola Mektić Alexander Peya              | 6-3, 7-5                 | Tableau |
| 29 | 06/05/2018 | Mutua Madrid Open Madrid                                              | Masters 1000 | 6 200 860 €    | Terre (ext.) | Nikola Mektić Alexander Peya              | Bob Bryan Mike Bryan                      | 5-3, ab.                 | Tableau |
| 30 | 13/05/2018 | Internazionali BNL d'Italia Rome                                      | Masters 1000 | 4 872 105 €    | Terre (ext.) | Juan Sebastián Cabal Robert Farah         | Pablo Carreño Busta João Sousa            | 3-6, 6-4, [10-4]         | Tableau |
| 31 | 20/05/2018 | Banque Eric Sturdza Geneva Open Genève                                | ATP 250      | 501 345 €      | Terre (ext.) | Oliver Marach Mate Pavić                  | Ivan Dodig Rajeev Ram                     | 3-6, 7-63, [11-9]        | Tableau |
| 32 | 20/05/2018 | Open Parc Auvergne-Rhône-Alpes Lyon                                   | ATP 250      | 501 345 €      | Terre (ext.) | Nick Kyrgios Jack Sock                    | Roman Jebavý Matwé Middelkoop             | 7-5, 2-6, [11-9]         | Tableau |
| 33 | 27/05/2018 | Roland-Garros Paris                                                   | G. Chelem    | 18 232 000 €   | Terre (ext.) | Pierre-Hugues Herbert Nicolas Mahut       | Oliver Marach Mate Pavić                  | 6-2, 7-64                | Tableau |
| 34 | 11/06/2018 | Libéma Open Bois-le-Duc                                               | ATP 250      | 612 755 €      | Gazon (ext.) | Dominic Inglot Franko Škugor              | Raven Klaasen Michael Venus               | 7-63, 7-5                | Tableau |
| 35 | 11/06/2018 | MercedesCup Stuttgart                                                 | ATP 250      | 656 015 €      | Gazon (ext.) | Philipp Petzschner Tim Pütz               | Robert Lindstedt Marcin Matkowski         | 7-65, 6-3                | Tableau |
| 36 | 18/06/2018 | Gerry Weber Open Halle                                                | ATP 500      | 1 983 595 €    | Gazon (ext.) | Łukasz Kubot Marcelo Melo                 | Alexander Zverev Mischa Zverev            | 7-61, 6-4                | Tableau |
| 37 | 18/06/2018 | Fever-Tree Championships Londres                                      | ATP 500      | 1 983 595 €    | Gazon (ext.) | Henri Kontinen John Peers                 | Jamie Murray Bruno Soares                 | 6-4, 6-3                 | Tableau |
| 38 | 24/06/2018 | Turkish Airlines Open Antalya                                         | ATP 250      | 426 145 €      | Gazon (ext.) | Marcelo Demoliner Santiago González       | Sander Arends Matwé Middelkoop            | 7-5, 66-7, [10-8]        | Tableau |
| 39 | 25/06/2018 | Nature Valley International Eastbourne                                | ATP 250      | 661 085 €      | Gazon (ext.) | Luke Bambridge Jonny O'Mara               | Ken Skupski Neal Skupski                  | 7-5, 6-4                 | Tableau |
| 40 | 02/07/2018 | The Championships Wimbledon                                           | G. Chelem    | 15 982 000 £   | Gazon (ext.) | Mike Bryan Jack Sock                      | Raven Klaasen Michael Venus               | 6-3, 67-7, 6-3, 5-7, 7-5 | Tableau |
| 41 | 16/07/2018 | SkiStar Swedish Open Båstad                                           | ATP 250      | 501 345 €      | Terre (ext.) | Julio Peralta Horacio Zeballos            | Simone Bolelli Fabio Fognini              | 6-3, 6-4                 | Tableau |
| 42 | 16/07/2018 | Dell Technologies Hall of Fame Open Newport                           | ATP 250      | 557 050 $      | Gazon (ext.) | Jonathan Erlich Artem Sitak               | Marcelo Arévalo Miguel Ángel Reyes-Varela | 6-1, 6-2                 | Tableau |
| 43 | 16/07/2018 | Plava Laguna Croatia Open Umag                                        | ATP 250      | 501 345 €      | Terre (ext.) | Robin Haase Matwé Middelkoop              | Roman Jebavý Jiří Veselý                  | 6-4, 6-4                 | Tableau |
| 44 | 23/07/2018 | German Tennis Championships Hambourg                                  | ATP 500      | 1 619 935 €    | Terre (ext.) | Julio Peralta Horacio Zeballos            | Oliver Marach Mate Pavić                  | 6-1, 4-6, [10-6]         | Tableau |
| 45 | 23/07/2018 | BB&T Atlanta Open Atlanta                                             | ATP 250      | 668 460 $      | Dur (ext.)   | Nicholas Monroe John-Patrick Smith        | Ryan Harrison Rajeev Ram                  | 3-6, 7-65, [10-8]        | Tableau |
| 46 | 23/07/2018 | J. Safra Sarasin Swiss Open Gstaad                                    | ATP 250      | 501 345 €      | Terre (ext.) | Matteo Berrettini Daniele Bracciali       | Denys Molchanov Igor Zelenay              | 7-62, 7-65               | Tableau |
| 47 | 30/07/2018 | Citi Open Washington D.C.                                             | ATP 500      | 1 890 165 $    | Dur (ext.)   | Jamie Murray Bruno Soares                 | Mike Bryan Édouard Roger-Vasselin         | 3-6, 6-3, [10-4]         | Tableau |
| 48 | 30/07/2018 | Generali Open Kitzbühel                                               | ATP 250      | 501 345 €      | Terre (ext.) | Roman Jebavý Andrés Molteni               | Daniele Bracciali Federico Delbonis       | 6-2, 6-4                 | Tableau |
| 49 | 30/07/2018 | Abierto Mexicano de Tenis Mifel presentado por Cinemex Cabo San Lucas | ATP 250      | 715 455 $      | Dur (ext.)   | Marcelo Arévalo Miguel Ángel Reyes-Varela | Taylor Fritz Thanasi Kokkinakis           | 6-4, 6-4                 | Tableau |
| 50 | 06/08/2018 | Rogers Cup presented by National Bank Toronto                         | Masters 1000 | 5 315 025 $    | Dur (ext.)   | Henri Kontinen John Peers                 | Raven Klaasen Michael Venus               | 6-2, 67-7, [10-6]        | Tableau |
| 51 | 12/08/2018 | Western & Southern Open Cincinnati                                    | Masters 1000 | 5 669 360 $    | Dur (ext.)   | Jamie Murray Bruno Soares                 | Juan Sebastián Cabal Robert Farah         | 4-6, 6-3, [10-6]         | Tableau |
| 52 | 19/08/2018 | Winston-Salem Open Winston-Salem                                      | ATP 250      | 691 415 $      | Dur (ext.)   | Jean-Julien Rojer Horia Tecău             | James Cerretani Leander Paes              | 6-4, 6-2                 | Tableau |
| 53 | 27/08/2018 | US Open Flushing Meadows                                              | G. Chelem    | 25 282 400 $   | Dur (ext.)   | Mike Bryan Jack Sock                      | Łukasz Kubot Marcelo Melo                 | 6-3, 6-1                 | Tableau |
| 54 | 17/09/2018 | Moselle Open Metz                                                     | ATP 250      | 501 345 €      | Dur (int.)   | Nicolas Mahut Édouard Roger-Vasselin      | Ken Skupski Neal Skupski                  | 6-1, 7-5                 | Tableau |
| 55 | 17/09/2018 | St. Petersburg Open Saint-Pétersbourg                                 | ATP 250      | 1 175 190 $    | Dur (int.)   | Matteo Berrettini Fabio Fognini           | Roman Jebavý Matwé Middelkoop             | 7-66, 7-64               | Tableau |
| 56 | 24/09/2018 | Chengdu Open Chengdu                                                  | ATP 250      | 1 070 040 $    | Dur (ext.)   | Ivan Dodig Mate Pavić                     | Austin Krajicek Jeevan Nedunchezhiyan     | 6-2, 6-4                 | Tableau |
| 57 | 24/09/2018 | Shenzhen Open Shenzhen                                                | ATP 250      | 733 655 $      | Dur (ext.)   | Ben McLachlan Joe Salisbury               | Robert Lindstedt Rajeev Ram               | 7-65, 7-64               | Tableau |
| 58 | 01/10/2018 | China Open Pékin                                                      | ATP 500      | 3 401 860 $    | Dur (ext.)   | Łukasz Kubot Marcelo Melo                 | Oliver Marach Mate Pavić                  | 6-1, 6-4                 | Tableau |
| 59 | 01/10/2018 | Rakuten Japan Open Tennis Championships Tokyo                         | ATP 500      | 1 781 930 $    | Dur (int.)   | Ben McLachlan Jan-Lennard Struff          | Raven Klaasen Michael Venus               | 6-4, 7-5                 | Tableau |
| 60 | 07/10/2018 | Shanghai Rolex Masters Shanghai                                       | Masters 1000 | 7 086 700 $    | Dur (ext.)   | Łukasz Kubot Marcelo Melo                 | Jamie Murray Bruno Soares                 | 6-4, 6-2                 | Tableau |
| 61 | 15/10/2018 | European Open Anvers                                                  | ATP 250      | 612 755 €      | Dur (int.)   | Nicolas Mahut Édouard Roger-Vasselin      | Marcelo Demoliner Santiago González       | 6-4, 7-5                 | Tableau |
| 62 | 15/10/2018 | VTB Kremlin Cup Moscou                                                | ATP 250      | 912 680 $      | Dur (int.)   | Austin Krajicek Rajeev Ram                | Max Mirnyi Philipp Oswald                 | 7-64, 6-4                | Tableau |
| 63 | 15/10/2018 | Intrum Stockholm Open Stockholm                                       | ATP 250      | 612 755 €      | Dur (int.)   | Luke Bambridge Jonny O'Mara               | Marcus Daniell Wesley Koolhof             | 7-5, 7-68                | Tableau |
| 64 | 22/10/2018 | Swiss Indoors Basel Bâle                                              | ATP 500      | 1 984 420 €    | Dur (int.)   | Dominic Inglot Franko Škugor              | Alexander Zverev Mischa Zverev            | 6-2, 7-5                 | Tableau |
| 65 | 22/10/2018 | Erste Bank Open 500 Vienne                                            | ATP 500      | 2 198 250 €    | Dur (int.)   | Joe Salisbury Neal Skupski                | Mike Bryan Édouard Roger-Vasselin         | 7-65, 6-3                | Tableau |
| 66 | 29/10/2018 | Rolex Paris Masters Paris                                             | Masters 1000 | 4 872 105 €    | Dur (int.)   | Marcel Granollers Rajeev Ram              | Jean-Julien Rojer Horia Tecău             | 6-4, 6-4                 | Tableau |
| 67 | 11/11/2018 | Nitto ATP Finals Londres                                              | Masters      | 8 500 000 $    | Dur (int.)   | Mike Bryan Jack Sock                      | Pierre-Hugues Herbert Nicolas Mahut       | 5-7, 6-1, [13-11]        | Tableau |

### Double mixte
| No | Date       | Nom et lieu du tournoi      | Catégorie | Dotation    | Surface      | Vainqueurs                         | Finalistes                     | Score             |         |
| -- | ---------- | --------------------------- | --------- | ----------- | ------------ | ---------------------------------- | ------------------------------ | ----------------- | ------- |
| 1  | 15/01/2018 | Australian Open Melbourne   | G. Chelem | 560 000 AU$ | Dur (ext.)   | Gabriela Dabrowski Mate Pavić      | Tímea Babos Rohan Bopanna      | 2-6, 6-4, [11-9]  | Tableau |
| 2  | 27/05/2018 | Roland-Garros Paris         | G. Chelem | 460 000 €   | Terre (ext.) | Latisha Chan Ivan Dodig            | Gabriela Dabrowski Mate Pavić  | 6-1, 65-7, [10-8] | Tableau |
| 3  | 02/07/2018 | The Championships Wimbledon | G. Chelem | 110 000 £   | Gazon (ext.) | Nicole Melichar Alexander Peya     | Victoria Azarenka Jamie Murray | 7-61, 6-3         | Tableau |
| 4  | 27/08/2018 | US Open Flushing Meadows    | G. Chelem | 505 000 $   | Dur (ext.)   | Bethanie Mattek-Sands Jamie Murray | Alicja Rosolska Nikola Mektić  | 2-6, 6-3, [11-9]  | Tableau |

### Compétitions par équipes
| | France      | 1                        | -   | 3    | Croatie |    |  |
| --- | ----------- | ------------------------ | --- | ---- | ------- | -- |  |
| Stade Pierre-Mauroy, Villeneuve-d'Ascq, France |             |                          |     |      |         |    |  |
| du 23 au 25 novembre 2018 sur terre battue (int.) |             |                          |     |      |         |    |  |
| \| 1 \| \| Jérémy Chardy \| 2 \| 5 \| 4 \| \| \| \| 1 \| \| Borna Ćorić \| 6 \| 7 \| 6 \| \| \| \| 2 \| \| Jo-Wilfried Tsonga \| 3 \| 5 \| 4 \| \| \| \| 2 \| \| Marin Čilić \| 6 \| 7 \| 6 \| \| \| \| 3 \| \| P.-H. Herbert - N. Mahut \| 6 \| 6 \| 3 \| 7 \| \| \| 3 \| \| Ivan Dodig - Mate Pavić \| 4 \| 4 \| 6 \| 63 \| \| \| \| \| \| \| \| \| \| \| \| 4 \| \| Lucas Pouille \| 63 \| 3 \| 3 \| \| \| \| 4 \| \| Marin Čilić \| 7 \| 6 \| 6 \| \| \| \| \| \| \| \| \| \| \| \| \| 5 \| \| Jo-Wilfried Tsonga \| Non \| joué \| \| \| \| \| 5 \| Borna Ćorić \| \| \| \| \| \| \| \| \| \| \| \| \| \| \| \| |             |                          |     |      |         |    |  |
| 1 |             | Jérémy Chardy            | 2   | 5    | 4       |    |  |
| 1 |             | Borna Ćorić              | 6   | 7    | 6       |    |  |
| 2 |             | Jo-Wilfried Tsonga       | 3   | 5    | 4       |    |  |
| 2 |             | Marin Čilić              | 6   | 7    | 6       |    |  |
| 3 |             | P.-H. Herbert - N. Mahut | 6   | 6    | 3       | 7  |  |
| 3 |             | Ivan Dodig - Mate Pavić  | 4   | 4    | 6       | 63 |  |
| |             |                          |     |      |         |    |  |
| 4 |             | Lucas Pouille            | 63  | 3    | 3       |    |  |
| 4 |             | Marin Čilić              | 7   | 6    | 6       |    |  |
| |             |                          |     |      |         |    |  |
| 5 |             | Jo-Wilfried Tsonga       | Non | joué |         |    |  |
| 5 | Borna Ćorić |                          |     |      |         |    |  |
| |             |                          |     |      |         |    |  |

| 1 |             | Jérémy Chardy            | 2   | 5    | 4 |    |  |
| 1 |             | Borna Ćorić              | 6   | 7    | 6 |    |  |
| 2 |             | Jo-Wilfried Tsonga       | 3   | 5    | 4 |    |  |
| 2 |             | Marin Čilić              | 6   | 7    | 6 |    |  |
| 3 |             | P.-H. Herbert - N. Mahut | 6   | 6    | 3 | 7  |  |
| 3 |             | Ivan Dodig - Mate Pavić  | 4   | 4    | 6 | 63 |  |
|   |             |                          |     |      |   |    |  |
| 4 |             | Lucas Pouille            | 63  | 3    | 3 |    |  |
| 4 |             | Marin Čilić              | 7   | 6    | 6 |    |  |
|   |             |                          |     |      |   |    |  |
| 5 |             | Jo-Wilfried Tsonga       | Non | joué |   |    |  |
| 5 | Borna Ćorić |                          |     |      |   |    |  |
|   |             |                          |     |      |   |    |  |

|  | Équipe 1  | Score | Équipe 2 |  |
|  | Allemagne | 1 – 2 | Suisse   |  |

| Ordre des matchs | Joueurs                             | Points au premier set | Points au second set | Points au troisième set |
| ---------------- | ----------------------------------- | --------------------- | -------------------- | ----------------------- |
| 1                | Alexander Zverev                    | 7                     | 0                    | 2                       |
| 1                | Roger Federer                       | 64                    | 6                    | 6                       |
|                  |                                     |                       |                      |                         |
| 2                | Angelique Kerber                    | 6                     | 6                    |                         |
| 2                | Belinda Bencic                      | 4                     | 1                    |                         |
|                  |                                     |                       |                      |                         |
| 3                | Angelique Kerber - Alexander Zverev | 3                     | 2                    |                         |
| 3                | Belinda Bencic - Roger Federer      | 4                     | 4                    |                         |

## Informations statistiques
Ne comptant pas au palmarès officiel des joueurs, les Next Generation ATP Finals ne figurent pas dans cette section.
| Catégorie \ Surface         | Dur    | Terre | Gazon | Total  |
| Grand Chelem                | 2      | 1     | 1     | 4      |
| ATP Finals                  | 1(1)   | 0     | 0     | 1(1)   |
| ATP World Tour Masters 1000 | 6(1)   | 3     | 0     | 9(1)   |
| ATP World Tour 500          | 8(4)   | 3     | 2     | 13(4)  |
| ATP World Tour 250          | 20(9)  | 15(1) | 5     | 40(10) |
| Total                       | 37(15) | 22(1) | 8     | 67(16) |

Entre parenthèses le nombre de tournois se déroulant en intérieur.

### En simple
| Joueur         | Période                  | Semaines | Cumul |
| -------------- | ------------------------ | -------- | ----- |
| Rafael Nadal   | 1er janvier - 18 février | 7        | 7     |
| Roger Federer  | 19 février - 1er avril   | 6        | 6     |
| Rafael Nadal   | 2 avril - 13 mai         | 6        | 13    |
| Roger Federer  | 14 mai - 20 mai          | 1        | 7     |
| Rafael Nadal   | 21 mai - 17 juin         | 4        | 17    |
| Roger Federer  | 18 juin - 24 juin        | 1        | 8     |
| Rafael Nadal   | 25 juin - 4 novembre     | 19       | 36    |
| Novak Djokovic | 5 novembre - 31 décembre | 8        | 8     |

| Joueur                  | Nombre | Titre(s)                                             |
| ----------------------- | ------ | ---------------------------------------------------- |
| Rafael Nadal            | 5      | Monte-Carlo, Barcelone, Rome, Roland-Garros, Toronto |
| Novak Djokovic          | 4      | Wimbledon, Cincinnati, US Open, Shanghai             |
| Roger Federer           | 4      | Australian Open, Rotterdam, Stuttgart, Bâle          |
| Alexander Zverev        | 4      | Munich, Madrid, Washington, Masters                  |
| Fabio Fognini           | 3      | São Paulo, Båstad, Cabo San Lucas                    |
| Karen Khachanov         | 3      | Marseille, Moscou, Paris-Bercy                       |
| Daniil Medvedev         | 3      | Sydney, Winston-Salem, Tokyo                         |
| Dominic Thiem           | 3      | Buenos Aires, Lyon, Saint-Pétersbourg                |
| Kevin Anderson          | 2      | Long Island, Vienne                                  |
| Nikoloz Basilashvili    | 2      | Hambourg, Pékin                                      |
| Roberto Bautista-Agut   | 2      | Auckland, Dubaï                                      |
| Marco Cecchinato        | 2      | Budapest, Umag                                       |
| Juan Martín del Potro   | 2      | Acapulco, Indian Wells                               |
| John Isner              | 2      | Miami, Atlanta                                       |
| Steve Johnson           | 2      | Houston, Newport                                     |
| Gilles Simon            | 2      | Pune, Metz                                           |
| Stéfanos Tsitsipás      | 2      | Stockholm, Milan                                     |
| Pablo Andújar           | 1      | Marrakech                                            |
| Mirza Bašić             | 1      | Sofia                                                |
| Matteo Berrettini       | 1      | Gstaad                                               |
| Roberto Carballés Baena | 1      | Quito                                                |
| Marin Čilić             | 1      | Queen's                                              |
| Borna Ćorić             | 1      | Halle                                                |
| Kyle Edmund             | 1      | Anvers                                               |
| Taro Daniel             | 1      | Istanbul                                             |
| Damir Džumhur           | 1      | Antalya                                              |
| Márton Fucsovics        | 1      | Genève                                               |
| Richard Gasquet         | 1      | Bois-le-Duc                                          |
| Martin Kližan           | 1      | Kitzbühel                                            |
| Nick Kyrgios            | 1      | Brisbane                                             |
| Gaël Monfils            | 1      | Doha                                                 |
| Yoshihito Nishioka      | 1      | Shenzhen                                             |
| Lucas Pouille           | 1      | Montpellier                                          |
| Diego Schwartzman       | 1      | Rio de Janeiro                                       |
| João Sousa              | 1      | Estoril                                              |
| Frances Tiafoe          | 1      | Delray Beach                                         |
| Bernard Tomic           | 1      | Chengdu                                              |
| Mischa Zverev           | 1      | Eastbourne                                           |

| Joueur                  | Début de carrière | Premier titre |
| ----------------------- | ----------------- | ------------- |
| Mirza Bašić             | 2009              | Sofia         |
| Nikoloz Basilashvili    | 2008              | Hambourg      |
| Matteo Berrettini       | 2015              | Gstaad        |
| Roberto Carballés Baena | 2011              | Quito         |
| Marco Cecchinato        | 2010              | Budapest      |
| Taro Daniel             | 2010              | Istanbul      |
| Kyle Edmund             | 2012              | Anvers*       |
| Márton Fucsovics        | 2010              | Genève        |
| Daniil Medvedev         | 2014              | Sydney        |
| Yoshihito Nishioka      | 2013              | Shenzhen      |
| Frances Tiafoe          | 2015              | Delray Beach  |
| Stéfanos Tsitsipás      | 2015              | Stockholm     |
| Mischa Zverev           | 2005              | Eastbourne    |

| Pays               | Total | Nombre par surface | Nombre par surface | Nombre par surface | Titre(s)                                                                                |
| Pays               | Total | Dur                | Terre              | Gazon              | Titre(s)                                                                                |
| Espagne            | 9     | 3                  | 6                  | 0                  | Auckland, Quito, Dubaï, Marrakech, Monte-Carlo, Barcelone, Rome, Roland-Garros, Toronto |
| Italie             | 6     | 1                  | 5                  | 0                  | São Paulo, Budapest, Båstad, Umag, Gstaad, Cabo San Lucas                               |
| Russie             | 6     | 5                  | 0                  | 0                  | Sydney, Marseille, Winston-Salem, Tokyo, Moscou, Paris-Bercy                            |
| Allemagne          | 5     | 2                  | 2                  | 1                  | Munich, Madrid, Eastbourne, Washington, Masters                                         |
| États-Unis         | 5     | 3                  | 1                  | 1                  | Delray Beach, Miami, Houston, Newport, Atlanta                                          |
| France             | 5     | 4                  | 0                  | 1                  | Pune, Doha, Montpellier, Bois-le-Duc, Metz                                              |
| Serbie             | 4     | 3                  | 0                  | 1                  | Wimbledon, Cincinnati, US Open, Shanghai                                                |
| Suisse             | 4     | 3                  | 0                  | 1                  | Australian Open, Rotterdam, Stuttgart, Bâle                                             |
| Argentine          | 3     | 2                  | 1                  | 0                  | Rio de Janeiro, Acapulco, Indian Wells                                                  |
| Autriche           | 3     | 1                  | 2                  | 0                  | Buenos Aires, Lyon, Saint-Pétersbourg                                                   |
| Afrique du Sud     | 2     | 2                  | 0                  | 0                  | Long Island, Vienne                                                                     |
| Australie          | 2     | 2                  | 0                  | 0                  | Brisbane, Chengdu                                                                       |
| Bosnie-Herzégovine | 2     | 1                  | 0                  | 1                  | Sofia, Antalya                                                                          |
| Croatie            | 2     | 0                  | 0                  | 2                  | Halle, Queen's                                                                          |
| Géorgie            | 2     | 1                  | 1                  | 0                  | Hambourg, Pékin                                                                         |
| Japon              | 2     | 1                  | 1                  | 0                  | Istanbul, Shenzhen                                                                      |
| Grèce              | 1     | 1                  | 0                  | 0                  | Stockholm                                                                               |
| Hongrie            | 1     | 0                  | 1                  | 0                  | Genève                                                                                  |
| Portugal           | 1     | 0                  | 1                  | 0                  | Estoril                                                                                 |
| Royaume-Uni        | 1     | 1                  | 0                  | 0                  | Anvers                                                                                  |
| Slovaquie          | 1     | 0                  | 1                  | 0                  | Kitzbühel                                                                               |

### En double
| Joueur                    | Période                 | Semaines | Cumul |
| ------------------------- | ----------------------- | -------- | ----- |
| Marcelo Melo              | 1er janvier - 7 janvier | 1        | 1     |
| Marcelo Melo Łukasz Kubot | 8 janvier - 29 avril    | 16       | 17 16 |
| Łukasz Kubot              | 30 avril - 20 mai       | 3        | 19    |
| Mate Pavić                | 21 mai - 15 juillet     | 8        | 8     |
| Mike Bryan                | 21 mai - 17 juin        | 24       | 24    |

| Joueur                 | Nombre | Titres                                                        |
| ---------------------- | ------ | ------------------------------------------------------------- |
| Jack Sock              | 6      | Delray Beach, Indian Wells, Lyon, Wimbledon, US Open, Masters |
| Mike Bryan             | 5      | Miami, Monte-Carlo, Wimbledon, US Open, Masters               |
| Mate Pavić             | 5      | Doha, Auckland, Australian Open, Genève, Chengdu              |
| Dominic Inglot         | 4      | Budapest, Istanbul, Bois-le-Duc, Bâle                         |
| Łukasz Kubot           | 4      | Sydney, Halle, Pékin, Shanghai                                |
| Nicolas Mahut          | 4      | Rotterdam, Roland-Garros, Metz, Anvers                        |
| Oliver Marach          | 4      | Doha, Auckland, Australian Open, Genève                       |
| Marcelo Melo           | 4      | Sydney, Halle, Pékin, Shanghai                                |
| Robin Haase            | 3      | Pune, Sofia, Umag                                             |
| Henri Kontinen         | 3      | Brisbane, Queen's, Toronto                                    |
| Matwé Middelkoop       | 3      | Pune, Sofia, Umag                                             |
| Jamie Murray           | 3      | Acapulco, Washington, Cincinnati                              |
| John Peers             | 3      | Brisbane, Queen's, Toronto                                    |
| Rajeev Ram             | 3      | Munich, Moscou, Paris-Bercy                                   |
| Franko Škugor          | 3      | Budapest, Bois-le-Duc, Bâle                                   |
| Bruno Soares           | 3      | Acapulco, Washington, Cincinnati                              |
| Horacio Zeballos       | 3      | Buenos Aires, Båstad, Hambourg                                |
| Luke Bambridge         | 2      | Eastbourne, Stockholm                                         |
| Matteo Berrettini      | 2      | Gstaad, Saint-Pétersbourg                                     |
| Bob Bryan              | 2      | Miami, Monte-Carlo                                            |
| Ivan Dodig             | 2      | Munich, Chengdu                                               |
| Pierre-Hugues Herbert  | 2      | Rotterdam, Roland-Garros                                      |
| Ben McLachlan          | 2      | Shenzhen, Tokyo                                               |
| Nikola Mektić          | 2      | Marrakech, Madrid                                             |
| Max Mirnyi             | 2      | Long Island, Houston                                          |
| Andrés Molteni         | 2      | Buenos Aires, Kitzbühel                                       |
| Jonny O'Mara           | 2      | Eastbourne, Stockholm                                         |
| Philipp Oswald         | 2      | Long Island, Houston                                          |
| Julio Peralta          | 2      | Båstad, Hambourg                                              |
| Alexander Peya         | 2      | Marrakech, Madrid                                             |
| Édouard Roger-Vasselin | 2      | Metz, Anvers                                                  |
| Jean-Julien Rojer      | 2      | Dubaï, Winston-Salem                                          |
| Joe Salisbury          | 2      | Shenzhen, Vienne                                              |
| Neal Skupski           | 2      | Montpeller, Vienne                                            |
| Horia Tecău            | 2      | Dubaï, Winston-Salem                                          |

| Joueur                    | Début de carrière | Premier titre  |
| ------------------------- | ----------------- | -------------- |
| Marcelo Arévalo           | 2012              | Cabo San Lucas |
| Luke Bambridge            | 2012              | Eastbourne     |
| Matteo Berrettini         | 2015              | Gstaad         |
| Federico Delbonis         | 2007              | São Paulo      |
| Marcelo Demoliner         | 2008              | Antalya        |
| Kyle Edmund               | 2012              | Estoril        |
| Nicolás Jarry             | 2014              | Quito          |
| Austin Krajicek           | 2012              | Moscou         |
| Nick Kyrgios              | 2013              | Lyon           |
| Cameron Norrie            | 2017              | Estoril        |
| Jonny O'Mara              | 2012              | Eastbourne     |
| Hans Podlipnik-Castillo   | 2005              | Quito          |
| Tim Pütz                  | 2012              | Stuttgart      |
| Miguel Ángel Reyes-Varela | 2004              | Cabo San Lucas |
| Joe Salisbury             | 2011              | Shenzhen       |
| Franko Škugor             | 2005              | Budapest       |
| Neal Skupski              | 2008              | Montpellier    |
| John-Patrick Smith        | 2012              | Atlanta        |
| Jan-Lennard Struff        | 2009              | Tokyo          |
| Jackson Withrow           | 2016              | Delray Beach   |

| Pays             | Nombre | Titres |
| ---------------- | ------ | --- |
| Royaume-Uni      | 13     | Montpellier, Acapulco, Budapest, Estoril, Istanbul, Bois-le-Duc, Eastbourne, Washington, Cincinnati, Shenzhen, Stockholm, Bâle, Vienne |
| États-Unis       | 12     | Delray Beach, Indian Wells, Miami, Monte-Carlo, Munich, Lyon, Wimbledon, Atlanta, US Open, Moscou, Paris-Bercy, Masters                |
| Croatie          | 11     | Doha, Auckland, Australian Open, Marrakech, Budapest, Munich, Madrid, Genève, Bois-le-Duc, Chengdu, Bâle                               |
| Autriche         | 8      | Doha, Auckland, Australian Open, Long Island, Houston, Marrakech, Madrid, Genève                                                       |
| Brésil           | 8      | Sydney, Acapulco, Halle, Antalya, Washington, Cincinnati, Pékin, Shanghai                                                              |
| Argentine        | 5      | Buenos Aires, São Paulo, Båstad, Hambourg, Kitzbühel                                                                                   |
| Australie        | 5      | Brisbane, Lyon, Queen's, Atlanta, Toronto                                                                                              |
| France           | 4      | Rotterdam, Roland-Garros, Metz, Anvers                                                                                                 |
| Pays-Bas         | 4      | Pune, Sofia, Dubaï, Umag, Winston-Salem                                                                                                |
| Pologne          | 4      | Sydney, Halle, Pékin, Shanghai |
| Chili            | 3      | Quito, Båstad, Hambourg |
| Espagne          | 3      | Rio de Janeiro, Barcelone, Paris-Bercy                                                                                                 |
| Finlande         | 3      | Brisbane, Queen's, Toronto |
| Allemagne        | 2      | Stuttgart, Tokyo |
| Biélorussie      | 2      | Long Island, Houston |
| Italie           | 2      | Gstaad, Saint-Pétersbourg |
| Japon            | 2      | Shenzhen, Tokyo |
| Mexique          | 2      | Antalya, Cabo San Lucas |
| Nouvelle-Zélande | 2      | Marseille, Newport |
| Roumanie         | 2      | Dubaï, Winston-Salem |
| Afrique du Sud   | 1      | Marseille |
| Colombie         | 1      | Rome |
| Israël           | 1      | Newport |
| Tchéquie         | 1      | Kitzbühel |
| Salvador         | 1      | Cabo San Lucas |
| Suède            | 1      | Istanbul |

## Retraits du circuit
Date du dernier match entre parenthèses.
- Julien Benneteau (26/10/2018)[8]
- Alejandro Falla (25/01/2018)[9]
- Sam Groth (24/01/2018)[10]
- Scott Lipsky (30/05/2018)[11]
- Florian Mayer (27/08/2018)[12]
- Max Mirnyi (21/10/2018)[13]
- Gilles Müller (27/08/2018)[14]
- Daniel Nestor (15/09/2018)[15]
- André Sá (28/02/2018)[16]
- Adrian Ungur (18/09/2018)[17]
- Mikhail Youzhny (20/09/2018)[18]